# Марек Белка
Ма̀рек Ма̀риан Бѐлка (на полски: Marek Marian Belka) е полски икономист и политик, професор на икономическите науки, университетски преподавател, служител в международни финансови институции.
През 1997 и в периода 2001 – 2002 година вицепремиер и министър на финансите, министър-председател и ръководител на Комитета за европейска интеграция (2004 – 2005), министър на спорта (2005), председател на Полската народна банка (2010 – 2016).